# Personnages d'Ugly Betty
 (avril 2008).
Si vous disposez d'ouvrages ou d'articles de référence ou si vous connaissez des sites web de qualité traitant du thème abordé ici, merci de compléter l'article en donnant les références utiles à sa vérifiabilité et en les liant à la section « Notes et références ».
Cet article présente les personnages de la série télévisée Ugly Betty.

## Personnages principaux

### Christina McKinney
Christina McKinney : est la meilleure amie de Betty Suarez chez Mode. Écossaise et couturière, elle se montre toujours attentive aux problèmes de Betty Suarez. Elle a un penchant pour l'alcool et révèle à Amanda Tanen, dans le dernier épisode de la saison 1 qu'elle a un mari aussi alcoolique, qui vit toujours en Écosse. Dans la saison 2, elle retrouve son mari, prénommé Stuart. Créatrice dans l'âme, elle espère devenir une grande styliste reconnue dans le milieu. C'est la première à accueillir Betty Suarez à bras ouverts et à ne pas la dévisager des pieds à la tête. Elle est jouée par l'actrice Ashley Jensen.

## Personnages secondaires

### Henry Grubstick
Henry Grubstick : est le petit ami de Betty Suarez pendant une partie des saisons 1 et 2. Comptable chez Meade Publication, il a généralement les mêmes centres d'intérêt que cette dernière, ce qui les conduit à sortir ensemble. Malheureusement, son ancienne petite amie, Charlie, tombe enceinte des derniers ébats qu'ils avaient eu ensemble, ce qui l'oblige à aller vivre avec elle à Tucson, en Arizona. Il est joué par l'acteur Christopher Gorham.

### Bradford Meade
Bradford Meade : est le père de Daniel et Alexis Meade et l'ancien mari de Claire Meade. PDG de Meade Publications dans les saisons 1 et 2, il meurt pendant son mariage avec Wilhelmina Slater. 
Bradford est un père dur envers ses enfants. Il considère Daniel comme un incapable et n'avait d'yeux que pour son autre fils Alex. A la découverte du changement de sexe de ce dernier, le père Meade réagit très mal et souhaite évincer Alexis du groupe Meade. Toutefois, il s'humanise au cours des épisodes et on découvre un homme vraiment attaché à sa famille. Il est joué par l'acteur Alan Dale.

### Claire Meade
Claire Meade : est la mère de Daniel et Alexis Meade et l'ancienne femme de Bradford Meade. Alcoolique notoire, elle a assassiné la maîtresse de son mari, Fey Summers, ancienne rédactrice en chef de Mode, ce qui la mena en prison. Elle s'évade mais est finalement acquittée. Elle travaille alors chez Meade Publication, où elle fonde un magazine : Hot Flash, qui sera finalement relégué au rang de simple supplément de Mode pour des raisons financières. On apprend au cours de la saison 3 qu'elle a eu une liaison avec le riche investisseur Cal Hartley. De cette union est né un enfant : Tyler, également alcoolique. Claire se lance à se recherche au cours de la dernière saison afin de renouer avec son fils et le retrouve dans le Dakota de Sud.  Sa voiture est une Aston Martin DB9 Volante. Elle est jouée par l'actrice Judith Light.

### Hilda Suarez
Hilda Suarez est la sœur de Betty Suarez, le personnage principal de Ugly Betty. Surprotectrice et pleine d'amour, sa sœur aimerait parfois qu'elle la laisse respirer. Elle a un fils, Justin Suarez avec son ancien petit ami Santos. Elle a avec lui une relation très fusionnelle. À la fin de la saison 1, quand Santos décède, elle est bouleversée et ne se remettra pas tout de suite de sa mort. Elle sort ensuite avec le professeur de sport de son fils, de surcroît déjà marié, puis avec le conseiller municipal du Queens. Elle quitte ce dernier durant la saison 4 pour retrouver son amour de lycée, Bobby (interprété par Adam Rodríguez). La série se clôt sur leur mariage. Elle est jouée par l'actrice Ana Ortiz.

### Ignacio Suarez
Ignacio Suarez est le père de Betty et Hilda Suarez. Arrivé aux États-Unis avec sa femme à la fin des années 1970, il est aujourd'hui veuf et vit avec ses deux filles et Justin, le fils de Hilda. Lui aussi est très à l'écoute des problèmes que peut rencontrer sa famille. Immigrant illégal depuis trente ans, il obtiendra dans la saison 2 la citoyenneté américaine. Après une crise cardiaque, il reste soigné chez lui et sort avec son infirmière. Remis, il travaille pour un grand restaurant. Il est joué par l'acteur Tony Plana.